# Péroz III
Péroz III (636 - v. 677) est un souverain perse de la dynastie des Sassanides, en exil en Chine après la conquête musulmane de la Perse.

## Biographie
Fils de Yazdgard III, réfugié dans les montagnes du Tokharistan, il gouverne une petite principauté sous suzeraineté chinoise. Il meurt vers 677 en laissant à la cour de Chine son fils Narsieh. La plupart de ce que l'on connaît de Péroz III vient des écrits laissés par son fils Narsieh.
Le prince Péroz, très jeune au temps du règne de son père Yazdgard, n'a jamais réellement exercé de pouvoir monarchique sur la Perse sassanide. Après la conquête musulmane de la Perse, Péroz et la plupart de la famille royale s'enfuient en passant par la chaîne du Pamir, sur le territoire de l'actuel Tadjikistan, puis ils arrivent dans la Chine des Tang, soutien des Sassanides.
D'après le Vieux livre des Tang (舊唐書), Péroz (卑路斯) demande une aide militaire aux Tang contre les Arabes en 661. La cour des Tang crée le gouvernorat de Perse (波斯都督府) à Zarandj (actuellement en Afghanistan), confié à Péroz. Entre 670 et 674, Péroz arrive personnellement à la cour des Tang et il lui est alors donné le titre de Youwuwei Jiangjun (右武衛將軍, « Général martial et garde du flanc droit »). En 678, le ministre du personnel (吏部侍郎) de la cour Tang, Pei Xingjian (裴行儉) reçoit l'ordre d'escorter Péroz en Perse. Pei Xingjian va aussi loin que Suiye (碎葉; proche de la Tokmok moderne au Kirghizistan) avant de faire demi-tour ; alors que Péroz est obligé de passer vingt ans au Tuhuoluo (吐火羅 ; probablement la Bactriane ou le Tokharistan) avec plusieurs milliers de ses suivants. En 708, Péroz, revenu à la cour des Tang, se voit attribuer le titre de Zuoweiwei Jiangjun (左威衛將軍 « Général inspiré et gardien du flanc gauche »). Il meurt peu après, certains de ses suivants lui survivent.
D'après le Nouveau livre des Tang (新唐書), Péroz meurt après avoir reçu le titre de Youwuwei Jiangjun. C'est donc le fils de Péroz, Narsieh (泥涅师), otage à la cour des Tang, qui est escorté par Pei Xingjian vers la Perse en 679 (et pas 678). Comme dans le Vieux livre des Tang, Pei va à Suiye, et Narsieh (et non Péroz) passe ensuite vingt ans dans le Tuhuoluo. Finalement, c'est encore Narsieh et non Péroz qui reçoit le titre de Zuoweiwei Jiangjun.

## Postérité
Outre Narsieh, Péroz III serait également le père d'une fille nommée Shahafrid. Tabari rapporte en effet une tradition selon laquelle le calife Yazīd III le Réducteur était le fils d'Al-Walīd Ier et de la captive « Shahafrid bint Fairûz b. Yazdajird b. Shahriyar b. Kisra », donc une fille de Péroz III. Cette dernière, capturée dans le nord du Khorasan, aurait été envoyée au calife Al-Walīd Ier qui l'aurait intégrée dans son harem.